# 兹威基环形山
兹威基环形山（Zwicky）是月球背面一座古老的大型撞击坑，约形成于前酒海纪，其名称取自瑞士天文学家弗里茨·茨维基（1898年-1974年），1979年被国际天文联合会正式批准接受。

## 描述
该陨坑位于艾特肯环形山西侧；东南与大陨石坑-费尔特拉格特环形山接壤；南侧连接了亥维赛环形山。该环形山的中心月面坐标为16°10′S 167°38′E / 16.17°S 167.64°E，直径126.06公里，深度4.48公里。
兹威基环形山坑底地表较周围高地幽暗，中间坐落着卫星坑兹威基 N，该座小陨坑外观呈多边形状，内侧壁较为平滑，坑底地表开裂，反照率较低。据认为这种地面可能是熔融物质冷却或构造运动所致，现被非正式地称为“龟甲陨坑地面”。
该环形山的名称取自于帕萨迪纳市加利福尼亚理工学院教授、天文学家弗里茨·茨维基，一位专注于超新星和星系团研究的先驱，小行星兹威基 1803就是以他的名字命名的。

## 卫星陨石坑
按惯例，最靠近兹威基环形山的卫星坑在月图上以字母标注在该坑中心点的旁边。
| 兹威基 | 纬度    | 经度     | 直径    |
| ------ | ------- | -------- | ------- |
| N      | 16.1° S | 167.4° E | 30 公里 |
| R      | 18.3° S | 163.4° E | 28 公里 |
| S      | 16.3° S | 162.6° E | 44 公里 |

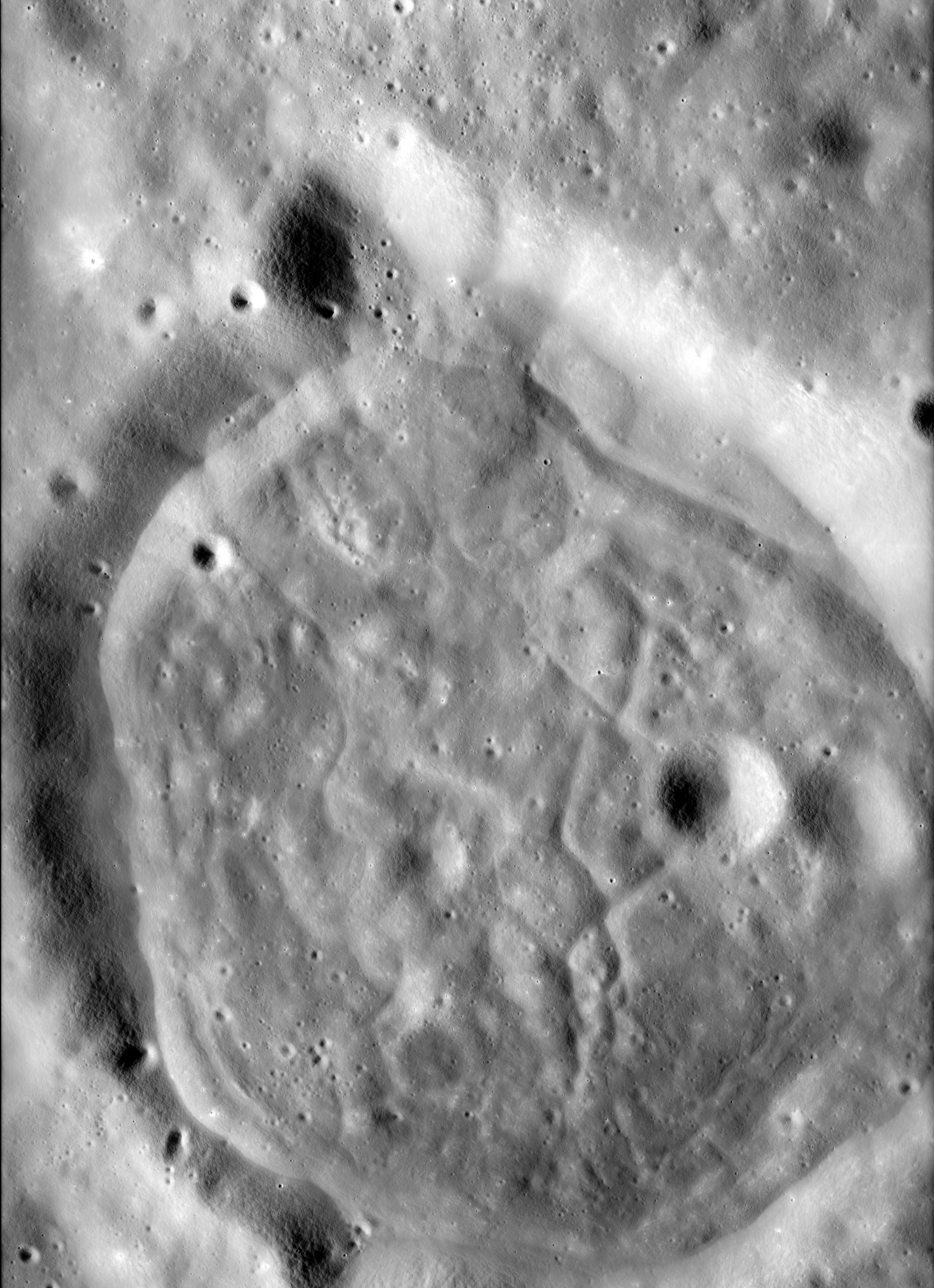
阿波罗17号全景相机拍摄的卫星坑兹威基 N
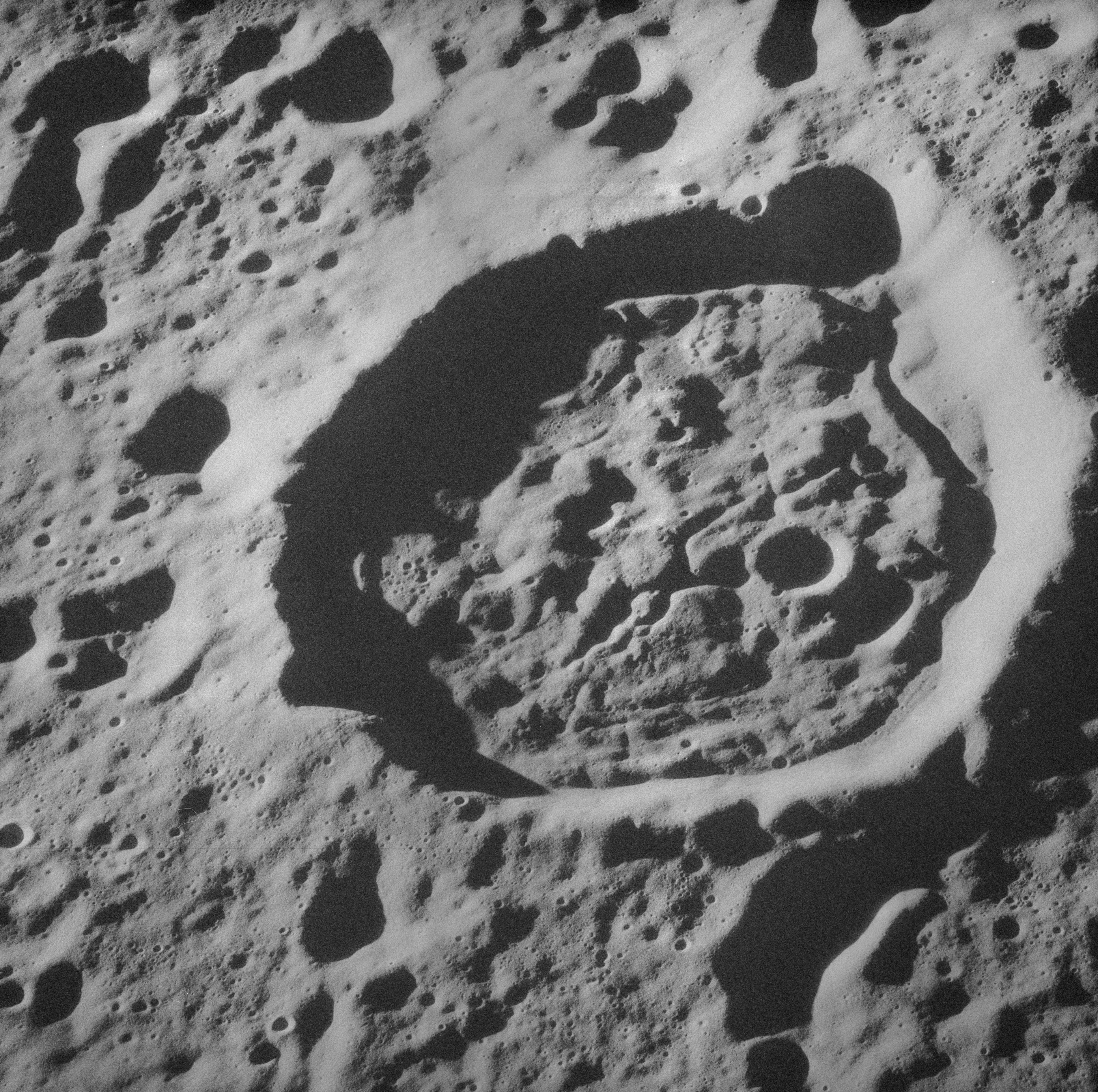
阿波罗17号拍摄的另一幅兹威基 N的照片